# Затевахін Іван Іванович
Затева́хін Іва́н Іва́нович (*17 липня 1901 с. Кобилінка, Єфремовського повіту Тульської губернії (нині Китіно Єфремовського району Тульської області — † 6 квітня 1957) — радянський воєначальник, третій Командувач ПДВ СРСР (серпень 1944 — січень 1946), генерал-лейтенант (1944).

## Служба в армії
Учасник Громадянської війни 1917—1921. Командував взводом, ротою, батальйоном. Закінчив військову академію ім. М. В. Фрунзе.
Після служби в різних частинах Червоної Армії став одним з організаторів повітряно-десантних військ. А в 1930-ті роки парашутні десанти почали все частіше застосовувати на навчаннях ряду військових округів. Формуються спеціальні десантні підрозділи і частини. Спочатку це були перші повітряно-десантні загони, батальйони, полки, потім — авіаційні бригади особливого призначення, сформовані в Білоруському, Київському, Ленінградському військових округах. На Далекому Сході було створено три авіадесантні полки.
Майор І. І. Затевахін в 1936 році став командиром 2-го авіадесантного полку Особливої Червонопрапорної Далекосхідної армії. У 1938 році було сформовано шість повітряно-десантних бригад.

## Друга Світова війна
Командиром 212-ї бригади був призначений майор І. І. Затевахин. У 1939 році з цією бригадою він брав участь в боях біля річки Халхин-Гол проти японських мілітаристів.
У 1941 році на базі повітряно-десантних бригад були розгорнені п'ять повітряно-десантних корпусів. 212-та бригада увійшла до складу 3-го повітряно-десантного корпусу і стала однією з найкращих.
З початком Німецько-радянської війни Затевахин був командиром 212-ї повітряно-десантної бригади, яка входила до складу 3-го повітряно-десантного корпусу. У перші дні війни полковник Затевахин зі своєю бригадою відзначився при обороні Києва. Десантники 212-ї бригади вели запеклі бої з противником на північ від Києва, в районі міста Остер, і зірвали всі спроби ворога перейти річку Десну, а пізніше утримували переправи через річку Сейм, стійко билися на Конотопському та Чернігівському напрямках.
Наприкінці 1941 року І. І. Затевахин отримав звання генерал-майора, потім генерал-лейтенанта (1944), виконував обов'язки командувача повітряно-десантними військами (1944), став командувачем окремої гвардійської повітряно-десантної армії (1944).
З серпня 1944 по січень 1946 — командувач Повітряно-десантними військами.
Після війни він був на відповідальній роботі в Міністерстві оборони СРСР, став кандидатом військових наук.
Помер генерал-лейтенант І. І. Затевахін 6 квітня 1957 року в Москві і був похований на Новодівочому кладовищі.